# 静岡県道279号山梨一宮線
静岡県道279号山梨一宮線（しずおかけんどう279ごう やまなしいちのみやせん）は、静岡県袋井市、周智郡森町を通る道路（県道）である。

## 概要

### 路線データ
- 陸上距離：4.6km
- 起点：静岡県袋井市山梨（静岡県道58号袋井春野線、静岡県道273号山梨敷地停車場線交点）（実際の起点は袋井市下山梨）
- 終点：静岡県周智郡森町一宮（静岡県道40号掛川天竜線交点）（実際の起点は森町円田）

## 重複区間
- 静岡県道273号山梨敷地停車場線（袋井市下山梨・下山梨上交差点 - 周智郡森町中川・中川上交差点）

## 通過する自治体
- 静岡県
  - 袋井市 - 周智郡森町

## 主な接続路線
- 静岡県道58号袋井春野線
- 静岡県道273号山梨敷地停車場線
- 静岡県道277号磐田山梨線
- 静岡県道374号浜松袋井線
- 静岡県道81号焼津森線
- 静岡県道40号掛川天竜線